# Prionosciadium megacarpum
Prionosciadium megacarpum är en flockblommig växtart som beskrevs av John Merle Coulter och Joseph Nelson Rose. Prionosciadium megacarpum ingår i släktet Prionosciadium och familjen flockblommiga växter. Inga underarter finns listade i Catalogue of Life.